# Arxidiòcesi de Santiago de Compostel·la

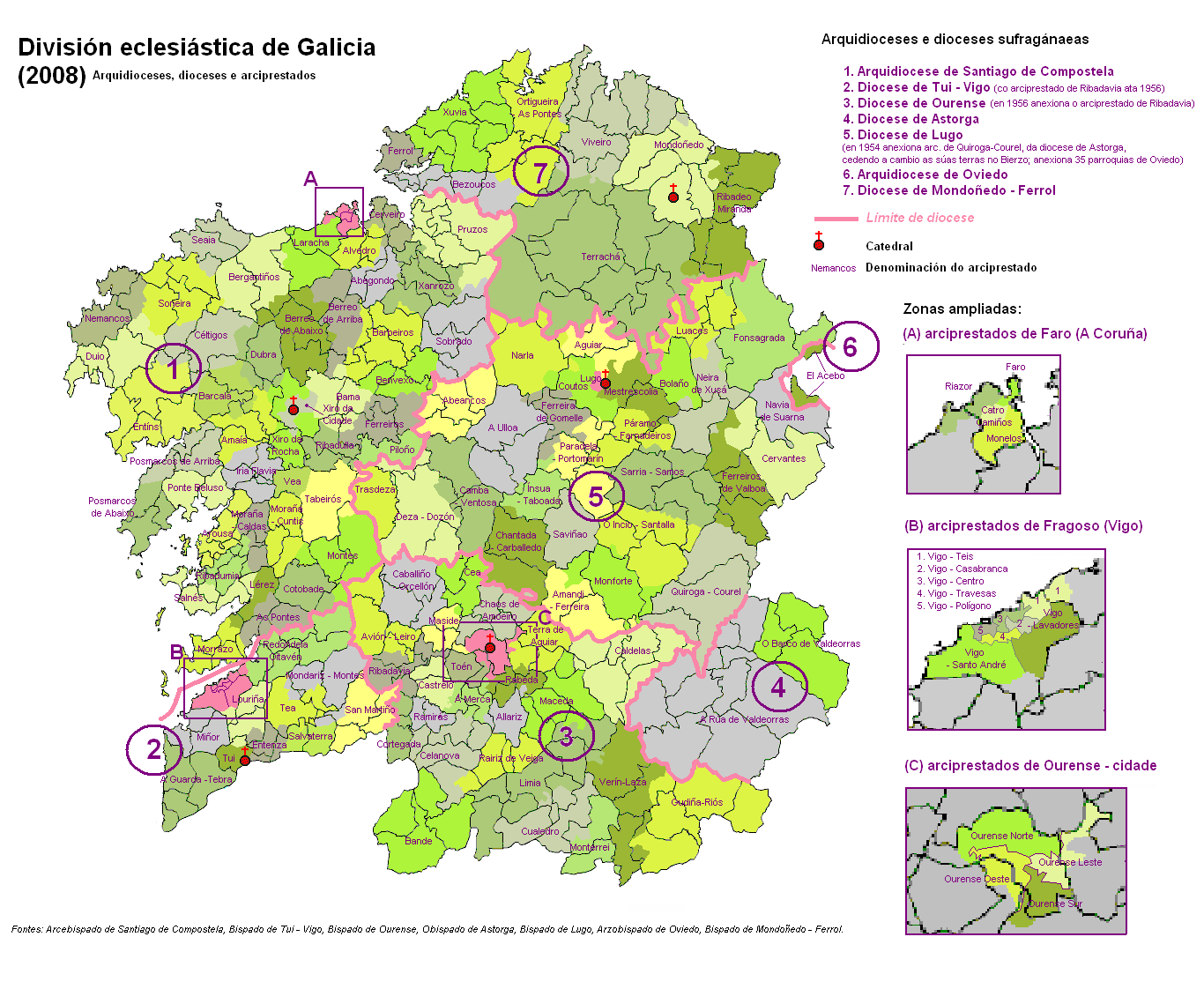
Divisió eclesiàstica de Galícia. Moltes de les seves arxiprestats fan referència a entitats ètniques prerromanas, com Nemancos, Céltigos, Entíns o Postmarcs.

L'arxidiòcesi de Santiago de Compostel·la és la diòcesi o bisbat (territori eclesiàstic de l'Església Catòlica regit per un arquebisbe) amb la seu eclesiàstica a la catedral de Santiago de Compostel·la.
L'arxidiòcesi cobreix una superfície de 8.546 km² i segons dades de 2004 hi vivien 1.287.118 persones, d'aquests 1.132.664 catòlics, que representen el 88% de la població i en depenen 1.069 parròquies. A la diòcesi hi havia 627 sacerdots diocesans i 141 sacerdots religiosos, 1.017 religioses i 278 religiosos. De l'arxidiòcesi depenen quatre diòcesis: Lugo, Mondoñedo-Ferrol, Ourense i Tui-Vigo. L'actual titular és Julián Barrio.

## Història
Va adquirir el rang d'arxidiòcesi el 1120, era la continuació de la Diòcesi d'Iria, com que després del descobriment de la tomba de Sant Jaume entre 820 i 830 el bisbe va canviar la seva residència a la ciutat de Compostela, encara que oficialment no es va traslladar la seu fins al 1095.
En aquells primers segles el territori de l'arxidiòcesi, a mesura que avançava la Reconquesta, es va estendre per tot el regne de Lleó i part del de Castella, fins que ja a l'edat moderna es van crear altres arxidiòcesis.
Durant l'edat mitjana l'arquebisbe de Santiago de Compostel·la, per privilegi concedit per la monarquia, exercia jurisdicció senyorial sobre la Terra de Santiago.

### Llista d'arquebisbes
Vegeu: Llista d'arquebisbes de Santiago de Compostel·la